# Берестівська сільська територіальна громада
Берестівська сільська об'єднана територіальна громада — об'єднана територіальна громада в Україні, в Бердянському районі Запорізької області. Адміністративний центр — село Берестове.
Площа громади — 498,15 км², населення — 4596 мешканців (2020).
Утворена в рамках адміністративно-територіальної реформи 2015 року. До складу громади ввійшли Берестівська, Карло-Марксівська та Миколаївська сільські ради Бердянського району, які 11 серпня 2015 року ухвалили рішення про добровільне об'єднання громад. А 27 серпня утворення громади затверджене рішенням обласної ради.

## Населені пункти
У складі громади 11 сіл:
| Населений пункт | Населення (2015) |
| --------------- | ---------------- |
| Берестове       | 2287             |
| Миколаївка      | 1081             |
| Троїцьке        | 750              |
| Калайтанівка    | 205              |
| Новосолдатське  | 146              |
| Малинівка       | 110              |
| Радивонівка     | 98               |
| Глодове         | 85               |
| Довбине         | 30               |
| Новоіванівка    | 25               |
| Сачки           | 25               |